# Rådsböle
Rådsböle är en by på Torsö i Snappertuna i Raseborg stad. Byn har sedan gammalt haft ett tegelbruk. När gruvdriften inleddes på Jussarö kring 1960 anlades en bro i Rådsböle, över Råströmmen, som då utgjorde gräns mellan Snappertuna kommun och Ekenäs landskommun. Genom denna bro och färjan över Boxströmmen och Baggöhamnen skapades kontakt mellan gruvan och fastlandet. 